# 九頭竜スキー場
九頭竜スキー場（くずりゅうスキーじょう）は、福井県大野市角野にあるスキー場である。大野市が設置するスキー場で、正式名称は大野市国民休養地（おおのしこくみんきゅうようち）。指定管理者として森山観光株式会社が運営している。

## 概要
ゲレンデ上部はチャレンジコースA（最大斜度41）など、上級者向けコースが設定されている。全体的に中上級向けコースが多くなっているが、スキーセンター付近には初心者コースもある。スノーボードの滑走は全面可ではあるが、スキーヤーの割合が多い。2011年12月にゲレンデ東側のダウンヒルコースが県内初の国際スキー連盟（FIS）公認コースに認定された 。県内スキー大会などによく利用される。

## リフト
2019年のシーズン時点では、4基のリフトが運用されている。
- 第1ペアリフト - リフト長さ（以下同じ）：441m[2]
- 第2ロマンスリフト(ペア) - 441m[2]
- 第3ロマンスリフト(ペア) - 624m[2]
- 第4リフト - 794m[2]

## 施設
- スキーセンター
- 駐車場（700台）

## アクセス

### 公共交通機関
- 西日本旅客鉄道（JR西日本）越美北線九頭竜湖駅より徒歩約10分

### 自家用車
- 中部縦貫自動車道大野ICより約35分
- 東海北陸自動車道 白鳥ICより約30分

## 周辺
- パークホテル九頭竜 - ゲレンデに近接している。入浴が可能